# Григгс, Джон Уильям
Джон Уильям Григгс (англ. John William Griggs; 10 июля 1849, Ньютон, Нью-Джерси, США — 28 ноября 1927, Патерсон, Нью-Джерси, США) — американский государственный деятель, генеральный прокурор США (1898—1901).

## Биография
В 1868 году окончил юридический факультет Лафайет-колледжа с присуждением степени бакалавра искусств. В 1871 году совместно с Сократом Таттлом, зятем бывшего вице-президента США Гаррета Хобарта, основал юридическую фирму. Одновременно несколько лет работал адвокатом. В 1877—1879 годах занимался адвокатской деятельностью в Патерсоне (штат Нью-Джерси), а с 1879 по 1882 год — городской юстициарий.
Начал свою политическую карьеру в Генеральной Ассамблее Нью-Джерси, депутатом которой был с 1876 по 1877 год. С 1883 по 1888 год избирался в состав Сената штата Нью-Джерси, а в 1886 году был его президентом. В 1888 году в качестве делегата от штата принимал участие в Республиканской национальной конвенции, выдвинувшей Бенджамина Харрисона кандидатом на пост президента США от Республиканской партии.
В 1896—1898 годах — губернатор штата Нью-Джерси. Был первым губернатором-республиканцем со времен Гражданской войны.
В 1898—1901 годах — Генеральный прокурор США. Во время своего пребывания в должности он, в частности, выступал против все еще широко распространенного тогда использования Президентом средств, так называемого импаундмента (отказ президента расходовать средства, законодательно выделенные Конгрессом на предусмотренные бюджетом цели с дальнейшим использованием их по своему усмотрению). Также в этот период рассматривался запрос в Верховный суд относительно действия Конституции на подконтрольные США территории, в мае 1901 года Верховный суд постановил, что полные конституционные права не могут автоматически распространяться на подобные территории.
По окончании полномочий отказался от предложения президента США Бенджамина Гаррисона занять судебную должность в Верховном суде США, а также должности судьи в Верховном суде Нью-Джерси. Был назначен одним из первых членов Постоянной палаты третейского суда в Гааге, членом которого состоял до 1912 года.
В последующем работал адвокатом в Нью-Йорке. Также занимал пост президента компании Marconi Wireless Telegraph. В этот период, в 1912 году, компания получила заказ от британского правительства на создание передатчиков радиосигнала в различных частях Британской империи. Это привело к политическому скандалу, поскольку членов правительства обвинили в том, что они извлекли выгоду из сильного подъема акций компании на фондовом рынке. На момент смерти являлся директором и главным юрисконсультом радиовещательной сети RCA.